# Guàrdia de Franco
La Guàrdia de Franco va ser una organització paramilitar d'extrema dreta que va existir a Espanya entre 1944 i 1977, durant la Dictadura franquista. Formada principalment per membres de la «vella guàrdia» falangista, va mantenir una posició profundament immobilista davant dels possibles canvis en el si del règim.

## Història
Fundada a l'agost de 1944 com una mena de substitut per a la desapareguda Milícia de FET y de las JONS, es va formar a partir de «camises velles», excombatents de la guerra civil i els elements més fanàtics de les joventuts falangistes. Órganicamente depenent de FET y de las JONS, responia directament davant el secretari general del Moviment. La Guàrdia de Franco estava dirigida per un lloctinent, i el seu primer cap fou Luis González Vicén. Si bé va néixer concebuda com una milícia del partit, en la pràctica mai va arribar a actuar com a tal; en els seus començaments va destacar més per la seva participació en la repressió, cooperant amb la Guàrdia Civil en la lluita contra els Maqui. La Guàrdia disposava del seu propi servei d'informació, així com d'un butlletí informatiu —En pie— de gran qualitat que s'editava a Madrid.
Durant la dictadura franquista, igual que la «Vella Guàrdia» o la Confederación Nacional de Excombatientes, la Guàrdia de Franco va mantenir una posició immobilista que li va fer guanyar-se el suport de l'anomenat «Búnker». Alguns dels seus membres, com de forma destacada el falangista barceloní Ángel Ricote, van estar després de la fundació de l'associació neonazi «Cercle Espanyol d'Amics d'Europa» (CEDADE).
Per 1963 l'organització tenia entre les seves files 80.037 membres. No obstant això, des de la meitat de la dècada de 1960 l'organització va travessar un profund declivi, agreujat per la falta de noves incorporacions. Va desaparèixer en 1977, després de la mort de Franco i el final de la dictadura.